# Правителі Галицько-Волинського князівства
Правителі Галицько-Волинського князівства — Монархи Галицько-Волинської держави і окремих її частин від виникнення у 1199 р. до поділу між Польським королівством і Волинським князівством у 1349 році.

## Монархи Галицько-Волинського князівства

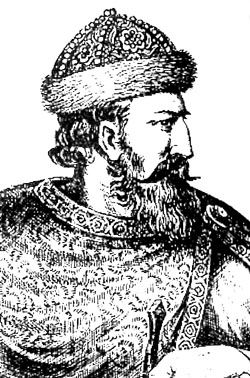
Самодержець Землі Руської Роман Мстиславич

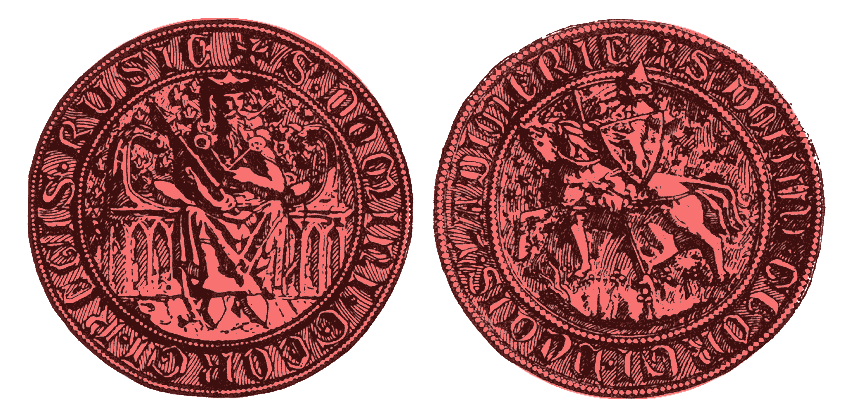
Королівська печатка Юрія Львовича: "S[igillum] Domini Georgi Regis Rusie", "S[igillum] Domini Georgi Ducis Ladimerie".

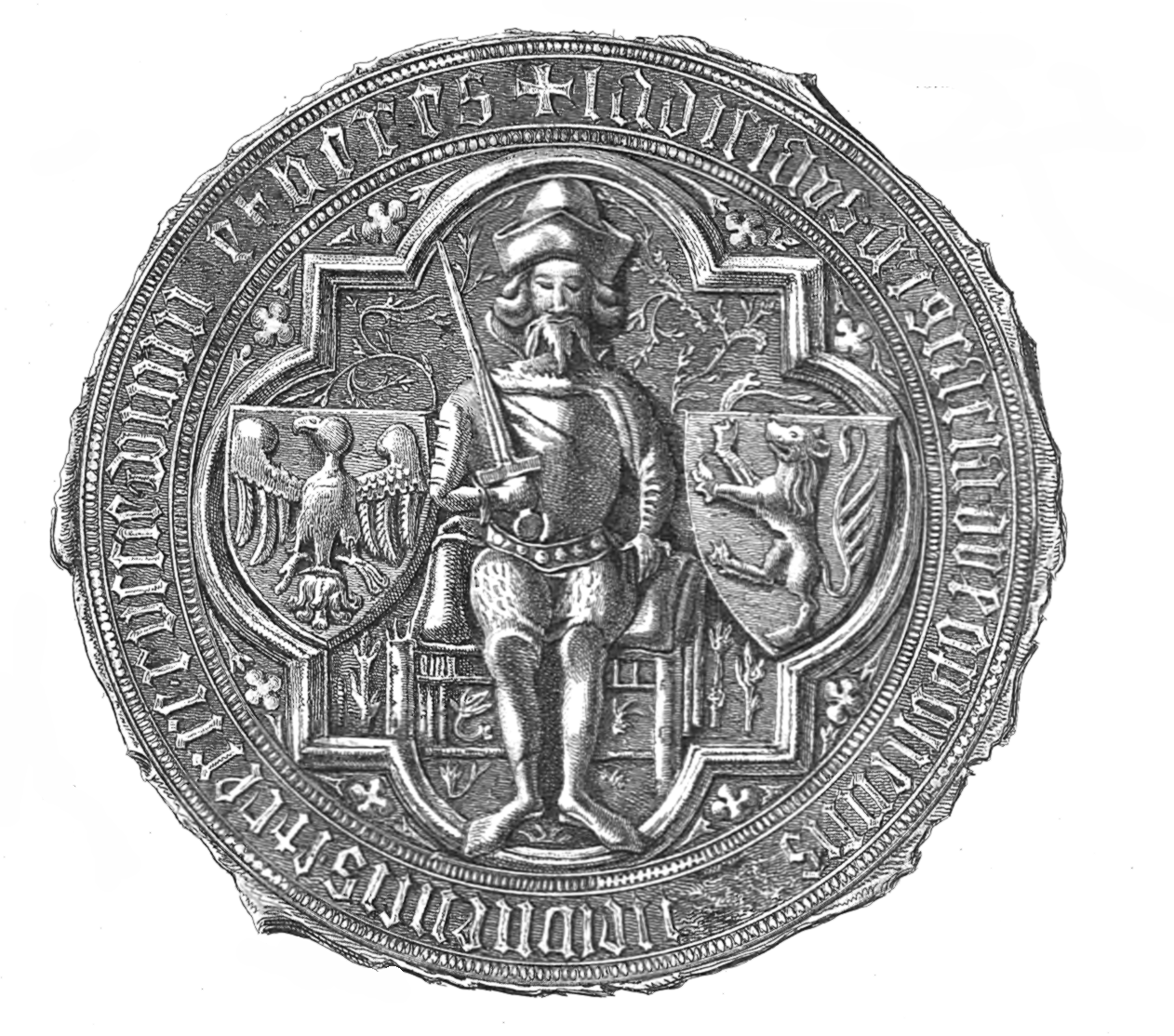
Печатка Володислава Опольського 1378 року. Напис: «Ladislaus Dei Gracia Dux Opoliensis Wieloniensis et Terre Russie Domin et Heres».

| Князь у Галичі                              | Князь у Володимирі               |
| Династія Романовичів                        | Династія Романовичів             |
| ------------------------------------------- | -------------------------------- |
| Роман Великий 1199—1205                     |                                  |
| Данило Галицький 1205—1206                  |                                  |
| Володимир Ігорович 1206—1208                | Святослав Ігорович 1206—1207     |
| Роман Ігорович 1208—1210                    | Данило Галицький 1207—1208       |
| Ростислав Рюрикович 1210                    | Олександр Всеволодович 1208—1215 |
| Роман Ігорович 1210—1211                    | Олександр Всеволодович 1208—1215 |
| Володимир Ігорович 1211                     | Олександр Всеволодович 1208—1215 |
| Данило Галицький 1211                       | Олександр Всеволодович 1208—1215 |
| Володислав Кормильчич 1212—1213             | Олександр Всеволодович 1208—1215 |
| Коломан Галицький 1213—1215                 | Олександр Всеволодович 1208—1215 |
| Мстислав Удатний 1215                       | Данило Галицький 1215—1238       |
| Коломан Галицький 1215—1219                 | Данило Галицький 1215—1238       |
| Мстислав Удатний 1219—1228                  | Данило Галицький 1215—1238       |
| Данило Галицький 1228—1231                  | Данило Галицький 1215—1238       |
| Андрій Угорський 1231—1233                  | Данило Галицький 1215—1238       |
| Данило Галицький 1233—1235                  | Данило Галицький 1215—1238       |
| Михайло Всеволодович 1235—1238              | Данило Галицький 1215—1238       |
| Ростислав Михайлович 1238                   | Василько Романович 1238—1269     |
| Данило Галицький 1238—1264                  | Василько Романович 1238—1269     |
| Лев I Данилович 1264—1301                   | Володимир Василькович 1269—1288  |
| Лев I Данилович 1264—1301                   | Мстислав Данилович 1288—1292     |
| Юрій І Львович 1301—1315                    |                                  |
| Андрій Юрійович і Лев II Юрійович 1315—1323 |                                  |
| Династія П'ястів                            |                                  |
| Юрій ІІ Болеслав 1325—1340                  |                                  |
| Династія Гедиміновичів                      |                                  |
| Любарт-Дмитро 1340—1349 1340—1383           |                                  |
| Династія П'ястів                            |                                  |
| Казимир І 1349—1370                         |                                  |
| Анжу-Сицилійська династія                   |                                  |
| Луї І 1370—1382                             |                                  |
| Марія 1382—1385                             |                                  |
| Карл Малий 1385—1386                        |                                  |
| Марія 1386—1387                             |                                  |
| Ядвіга 1387—1389                            |                                  |
| Династія Ягеллонів                          |                                  |
| Владислав І Ягайло 1387 (1389)—1434         |                                  |
| Владислав ІІ Варненчик 1434—1444            |                                  |